# Krymno (jezioro)
Jezioro Krymno (ukr. Кримне озеро) – jezioro krasowe położone na Polesiu Wołyńskim, w grupie Jezior Szackich w obwodzie wołyńskim na Ukrainie. W dwudziestoleciu międzywojennym teren, na którym położone jest jezioro, wchodził w skład Polski i znajdował się w powiecie lubomelskim należącym do województwa wołyńskiego. Obecnie jezioro Krymno wchodzi w skład Szackiego Parku Narodowego.
Na brzegach jeziora porasta m.in. rdestnica, strzałka wodna oraz trzcina pospolita. Najpowszechniejsze ryby to: karaś, leszcz, lin, okoń, szczupak i węgorz.